# Бердников, Сергей Павлович
Сергей Павлович Бердников (род. 5 января 1971, Братск, Иркутская область) — советский и российский хоккеист. Мастер спорта России международного класса. Тренер.

## Биография
В 1979 году записался в хоккейную секцию ангарского стадиона «Ермак». Первый тренер Станислав Иванович Гидрович. После окончания восьмого класса вместе с Гидровичем и рядом игроков перешёл в «Десну» Брянск, учился в машиностроительном училище, затем вернулся в Ангарск. Окончил школу, получив четвёртый разряд столяра-станочника.
В 1988 году перешёл в омский «Авангард», в составе которого отыграл сезон первой лиги. Следующий сезон провёл во второй лиге в восстановленном «Ермаке» Ангарск, забил 46 шайб в 46 играх. Затем, выбирая между магнитогорским "Металлургом и "Авангардом, вернулся в омский клуб. После старта сезона 1993/94 уехал в США, где играл за клубы «Провиденс Брюинз» (1993/94, AHL) и «Шарлотт Чекерс» (1993/94 — 1994/95, ECHL). Вернулся в «Авангард», провёл один матч за тольяттинскую "Ладу на правах аренды (1996). Конец сезона 1997/98 отыграл за «Торпедо» Ярославль. В дальнейшем выступал за клубы РХЛ, Суперлиги и КХЛ «Северсталь» Череповец (1998/99 — 2002/03, 2004/05), «Авангард» (2003/04), «Металлург» Новокузнецк (2005/06 — 2006/07, 2008/09), ХК МВД Балашиха (2007/08), «Сибирь» Новосибирск (2008/09).
В 2009 году был приглашён Дмитрием Пархоменко в тренерский штаб новокузнецкого «Металлурга». С 16 апреля 2013 до конца сезона отработал в «Северстали», после чего вернулся в «Металлург». 24 сентября 2016 года был назначен главным тренером команды. «Металлург» занял последнее место в Восточной конференции КХЛ, и 1 марта 2017 года Бердников был освобождён от должности. Работал тренером в клубах ВХЛ «Чэнтоу» (2017/18, с 27 октября) и «Металлург» Новокузнецк (2018/19, с 17 декабря — 2019/20)
С 3 декабря 2020 года — главный тренер команды чемпионата Казахстана «Арлан». С 13 октября 2022 года — главный тренер клуба ВХЛ «Молот» Пермь. С 18 января 2024 года — помощник Максима Галанова в красноярском «Соколе».
Брат Евгений (род. 1976) и сын Роман (род. 1992) также хоккеисты.

## Достижения
Игрок
- Серебряный призёр чемпионата России (2003)
- Бронзовый призёр чемпионата России (1996, 1998, 2001)
- Обладатель Кубка Европы (1997)[6].

Тренер
- Серебряный призёр чемпионата Казахстана (2021, 2022)[7].